# Purda (gmina)
Purda est une gmina rurale du powiat de Olsztyn, Varmie-Mazurie, dans le nord de la Pologne. Son siège est le village de Purda, qui se situe environ 16 km au sud-est de la capitale régionale Olsztyn.
La gmina couvre une superficie de 318,19 km2 pour une population de 7 268 habitants.

## Géographie
La gmina inclut les villages de Bałdy, Bałdzki Piec, Biedówko, Bruchwałd, Butryny, Chaberkowo, Gąsiorowo, Giławy, Groszkowo, Kaborno, Klebark Mały, Klebark Wielki, Klewki, Kołpaki, Kopanki, Łajs, Linowo, Marcinkowo, Nerwik, Nowa Kaletka, Nowa Wieś, Nowy Przykop, Nowy Ramuk, Ostrzeszewo, Pajtuński Młyn, Pajtuny, Patryki, Pokrzywy, Prejłowo, Przykop, Purda, Purda Leśna, Purdka, Silice, Stara Kaletka, Stary Olsztyn, Szczęsne, Trękus, Trękusek, Wojtkowizna, Wygoda, Wyrandy, Zaborowo et Zgniłocha.
La gmina borde la ville d'Olsztyn et les gminy de Barczewo, Dźwierzuty, Jedwabno, Olsztynek, Pasym et Stawiguda.